# Liste der Monuments historiques in Rodemack
Die Liste der Monuments historiques in Rodemack führt die Monuments historiques in der französischen Gemeinde Rodemack auf.

## Liste der Bauwerke
| Bezeichnung         | Beschreibung                                                                                 | Standort              | Kennzeichnung | Schutzstatus | Datum | Bild           |
| ------------------- | -------------------------------------------------------------------------------------------- | --------------------- | ------------- | ------------ | ----- | -------------- |
| Château de Rodemack | ab der zweiten Hälfte des 15. Jahrhunderts; im 16. und 17. Jahrhundert zur Festung ausgebaut | Rue du Château (Lage) | PA00106976    | Classé       | 1981  | weitere Bilder |
| Stadtbefestigung    | aus dem 13. Jahrhundert                                                                      | (Lage)                | PA00106977    | Classé       | 1905  | weitere Bilder |

## Liste der Objekte
| Bezeichnung                                                                    | Beschreibung | Standort                                 | Kennzeichnung | Schutzstatus | Datum | Bild |
| ------------------------------------------------------------------------------ | --- | ---------------------------------------- | ------------- | ------------ | ----- | ---- |
| Grabdenkmal für Hermann Fortunatus von Baden und Maria Sidonia von Falkenstein | Marmor, zweite Hälfte des 17. Jahrhunderts                                                                                                   | in der Kirche St-Nicolas (Lage)          | PM57000281    | Classé       | 1983  |      |
| Zwei Beichtstühle                                                              | Holz, bemalt, 18. Jahrhundert | in der Kirche St-Nicolas (Lage)          | PM57000282    | Classé       | 1983  |      |
| Kanzel                                                                         | Holz, teilweise vergoldet, 18. Jahrhundert                                                                                                   | in der Kirche St-Nicolas (Lage)          | PM57000284    | Classé       | 1983  |      |
| Kanzel                                                                         | Holz, 1744 von Nikolaus Greef-Greisch | Semming, in der Kapelle St-Pierre (Lage) | PM57000994    | Inscrit      | 1990  |      |
| Kruzifix                                                                       | Holz, Mitte des 18. Jahrhunderts von Nikolaus Greef-Greisch                                                                                  | Semming, in der Kapelle St-Pierre (Lage) | PM57001000    | Inscrit      | 1990  |      |
| Orgel                                                                          | Ensemble aus PM57001114 und PM57001115 | in der Kirche St-Nicolas (Lage)          | PM57001113    | Classé       | 2014  |      |
| Orgelprospekt                                                                  | 1903 von Dalstein-Hærpfer gebaut | in der Kirche St-Nicolas (Lage)          | PM57001115    | Classé       | 2014  |      |
| Instrumentalteil der Orgel                                                     | 1903 von Dalstein-Hærpfer gebaut | in der Kirche St-Nicolas (Lage)          | PM57001114    | Classé       | 2014  |      |
| Hauptaltar                                                                     | Altartisch mit Aufbau und Tabernakel, Baldachin und Gemälde; Holz, farbig gefasst und vergoldet, sowie Ölfarbe auf Leinwand, 18. Jahrhundert | in der Kirche St-Nicolas (Lage)          | PM57000285    | Classé       | 1983  |      |
| Pietà                                                                          | Holz, farbig gefasst, 15. Jahrhundert; in Nische des 18. Jahrhunderts                                                                        | in der Kirche St-Nicolas (Lage)          | PM57000288    | Classé       | 1984  |      |
| Zwei Kirchenstühle                                                             | Holz, um 1744, Nikolaus Greef-Greisch zugeschrieben                                                                                          | Semming, in der Kapelle St-Pierre (Lage) | PM57000995    | Inscrit      | 1990  |      |
| Doppeltür mit Engelsskulptur                                                   | Holz, zwischen 1744 und 1764, Nikolaus Greef-Greisch zugeschrieben                                                                           | Semming, in der Kapelle St-Pierre (Lage) | PM57000997    | Inscrit      | 1990  |      |
| Südlicher Seitenaltar                                                          | Altartisch und Retabel; Holz, farbig gefasst, 1723 von Nicolas Greef                                                                         | Semming, in der Kapelle St-Pierre (Lage) | PM57000993    | Inscrit      | 1990  |      |
| Beichtstuhl                                                                    | mit Skulptur Heiliger Johannes Nepomuk; Holz, um 1744, Nikolaus Greef-Greisch zugeschrieben                                                  | Semming, in der Kapelle St-Pierre (Lage) | PM57000996    | Inscrit      | 1990  |      |
| Skulptur Petrus                                                                | Holz, Mitte des 18. Jahrhunderts, Nikolaus Greef-Greisch zugeschrieben                                                                       | Semming, in der Kapelle St-Pierre (Lage) | PM57000999    | Inscrit      | 1990  |      |
| Wandvertäfelung und Chorgestühl                                                | Eichenholz, 18. Jahrhundert | in der Kirche St-Nicolas (Lage)          | PM57000283    | Classé       | 1983  |      |
| Rechter Seitenaltar                                                            | Altartisch, Retabel und zwei Gemälde; Holz, farbig gefasst und vergoldet, sowie Ölfarbe auf Leinwand, 18. Jahrhundert                        | in der Kirche St-Nicolas (Lage)          | PM57000287    | Classé       | 1983  |      |
| Marienaltar                                                                    | linker Seitenaltar; Altartisch, Retabel und zwei Gemälde; Holz, farbig gefasst und vergoldet, sowie Ölfarbe auf Leinwand, 18. Jahrhundert    | in der Kirche St-Nicolas (Lage)          | PM57000286    | Classé       | 1983  |      |
| Monstranz                                                                      | Silber, vergoldet, Edelstein, 1756 | Semming, in der Kapelle St-Pierre (Lage) | PM57000990    | Inscrit      | 1990  |      |
| Hauptaltar                                                                     | Altartisch und Retabel; Holz, farbig gefasst, 1744, Nikolaus Greef-Greisch zugeschrieben                                                     | Semming, in der Kapelle St-Pierre (Lage) | PM57000991    | Inscrit      | 1990  |      |
| Nördlicher Seitenaltar                                                         | Altartisch und Retabel; Holz, farbig gefasst, 1723 von Nicolas Greef                                                                         | Semming, in der Kapelle St-Pierre (Lage) | PM57000992    | Inscrit      | 1990  |      |
| Zwei Türchen                                                                   | für Kirchenbänke; Holz, bemalt, Mitte des 18. Jahrhunderts                                                                                   | Semming, in der Kapelle St-Pierre (Lage) | PM57000998    | Inscrit      | 1990  |      |